# Thomas Fillier
Thomas Fillier (* 15. August 1583 bzw. 1584 in der spanisch-niederländischen Provinz Limburg; † 10. bzw. 13. April 1665 in Braunschweig), auch Villier, Villar oder Filler, war ein niederländischer Soldat in Diensten der Stadt Braunschweig, zuletzt 34 Jahre lang im Range des „Stadthauptmanns“ bzw. „Stadtmajors“.

## Leben
Thomas Filliers Eltern waren Peter Fillier und dessen Ehefrau Catharina, geb. Delamella. Thomas Fillier machte eine Militärkarriere und diente zunächst dem spanischen König, später Rudolf II, Kaiser des Heiligen Römischen Reiches.

### Soldat in Braunschweig

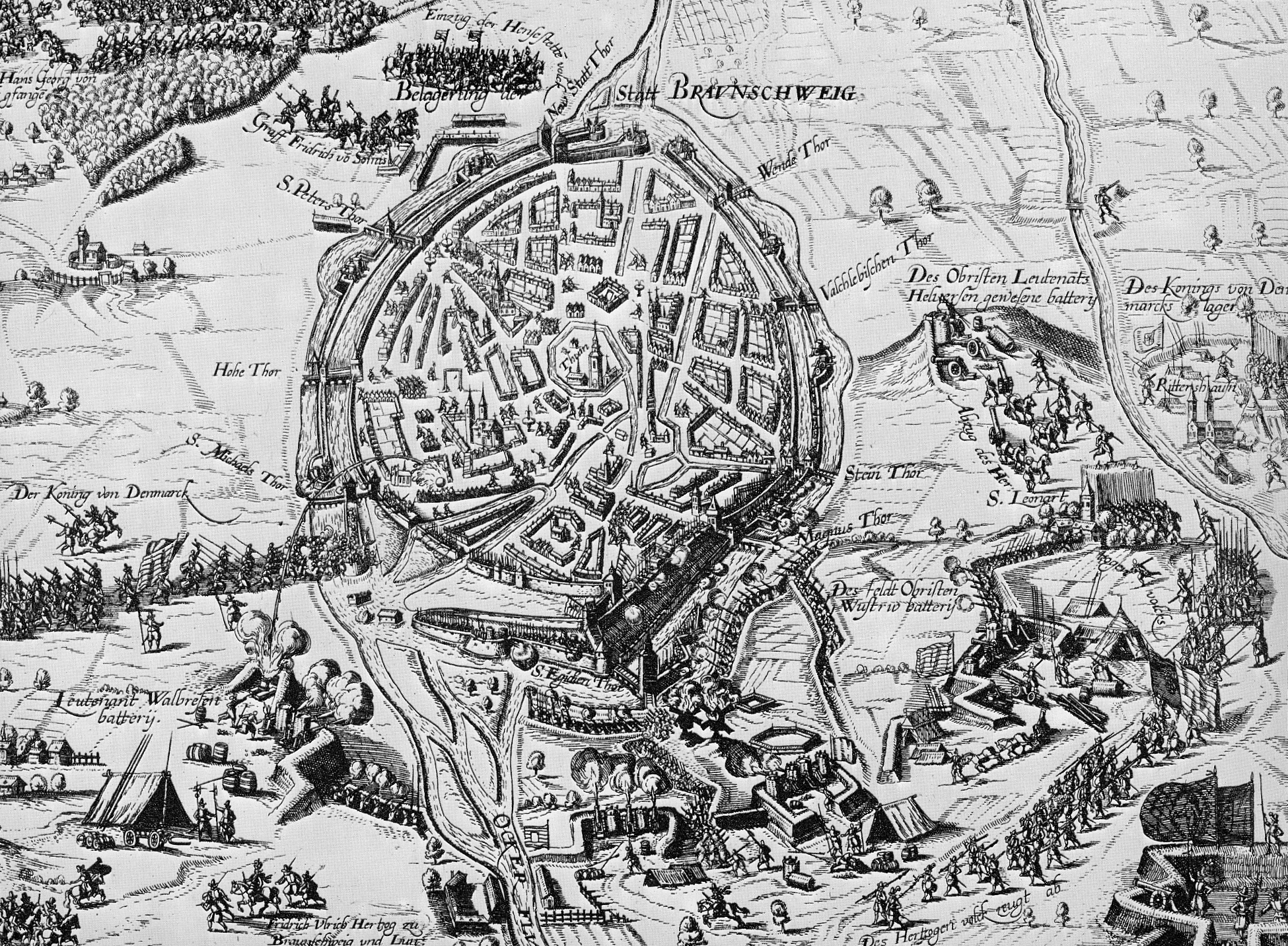
Belagerung Braunschweigs im Jahre 1615, bei der sich Fillier auszeichnete.

1613 bzw. 1614 kam Fillier nach Braunschweig, wo er ab 1614 als Fähnrich Dienst tat. Im Juli 1615 folgte die Beförderung zum Leutnant. Ab dem 31. Juli 1615 kam es zum wiederholten Male zu einer Belagerung Braunschweigs durch welfische Truppen, welche die Stadt für Herzog Friedrich Ulrich von Braunschweig-Wolfenbüttel als Residenz zurückerobern sollten. Die Stadt wurde eingeschlossen und wochenlang unter heftigen Beschuss genommen, wobei es auch unter der Zivilbevölkerung zahlreiche Todesopfer gab. Es war die bisher schwerste Belagerung in der Stadtgeschichte. Während dieser Zeit leistete Fillier mit seinen Truppen so erfolgreichen und für die Angreifer verlustreichen Widerstand, dass er im Oktober 1615 zum „Stadtmajor“ ernannt wurde, nachdem sein Amtsvorgänger Dominicus Adriani im Kampf gefallen war. Der Belagerungsring konnte aber erst durch Eingreifen eines hansisch-niederländischen Entsatzheeres unter Führung Friedrich zu Solms-Rödelheims durchbrochen werden, das am 21. Oktober eingetroffen war. Am 1./2. November zogen sich die Belagerer schließlich wieder nach Wolfenbüttel zurück. Nachdem zwischen der Stadt Braunschweig und dem Welfenherzog am 21. Dezember 1615 der Frieden von Steterburg geschlossen worden war, huldigte die Stadt dem Herzog am 5. Februar 1616. Bei dieser Gelegenheit empfing Friedrich Ulrich auch Thomas Fillier persönlich und bot ihm an, in seine Dienste zu treten, was dieser jedoch ablehnte. Aufgrund seiner militärischen Verdienste wurde Fillier 1631, mitten im Dreißigjährigen Krieg, zum „Stadtmajor“ Braunschweigs ernannt, dem höchsten militärischen Posten der Stadt. Fillier bekleidete dieses Amt anschließend 34 Jahre in Folge.

### Familie
1617 heiratete Fillier die aus Magdeburg stammende Margaretha Hoffmeister, deren Eltern Wolff Hoffmeister und dessen Frau Catharine von der Leine waren. Mit seiner Frau hatte Fillier vier Söhne, die alle im Kindesalter verstarben. Seine Ehefrau starb 1657.

### Fillier und die Andreaskirche
Das Ehepaar Fillier hatte eine besondere Beziehung zur Andreaskirche im Weichbild Neustadt. So wird im Text des Epitaphes des Paares berichtet, dass Thomas Fillier das Kirchenschiff hatte ausmalen lassen („Hat Gott dem herrn zu Ehren diese / Kirche vermahlen … lassen .“). Philip Christian Ribbentrop berichtete im ersten Band seiner 1789 erschienenen Beschreibung der Stadt Braunschweig davon. Er schreibt auch, dass sich „Degenharnisch und Rüstung dieses in der Stadt Diensten gestandenen berühmten Majors Villar“ in der Sakristei befänden. Zuvor hatte bereits Tobias Olfen, von 1643 bis 1653 Großer Bürgermeister der Altstadt in seiner überlieferten Chronik Braunschweigs berichtet, dass Filliers „… Conterfei, seine Rüstung und sein Schwerdt annoch zu seinem Gedächtniß im Zeughause zum Brüdern aufbewahrt …“ würden.

#### Stiftung eines Kreuzigungsgemäldes
1649 stifteten die Eheleute darüber hinaus ein Kreuzigungsgemälde.

#### Epitaph der Eheleute Fillier

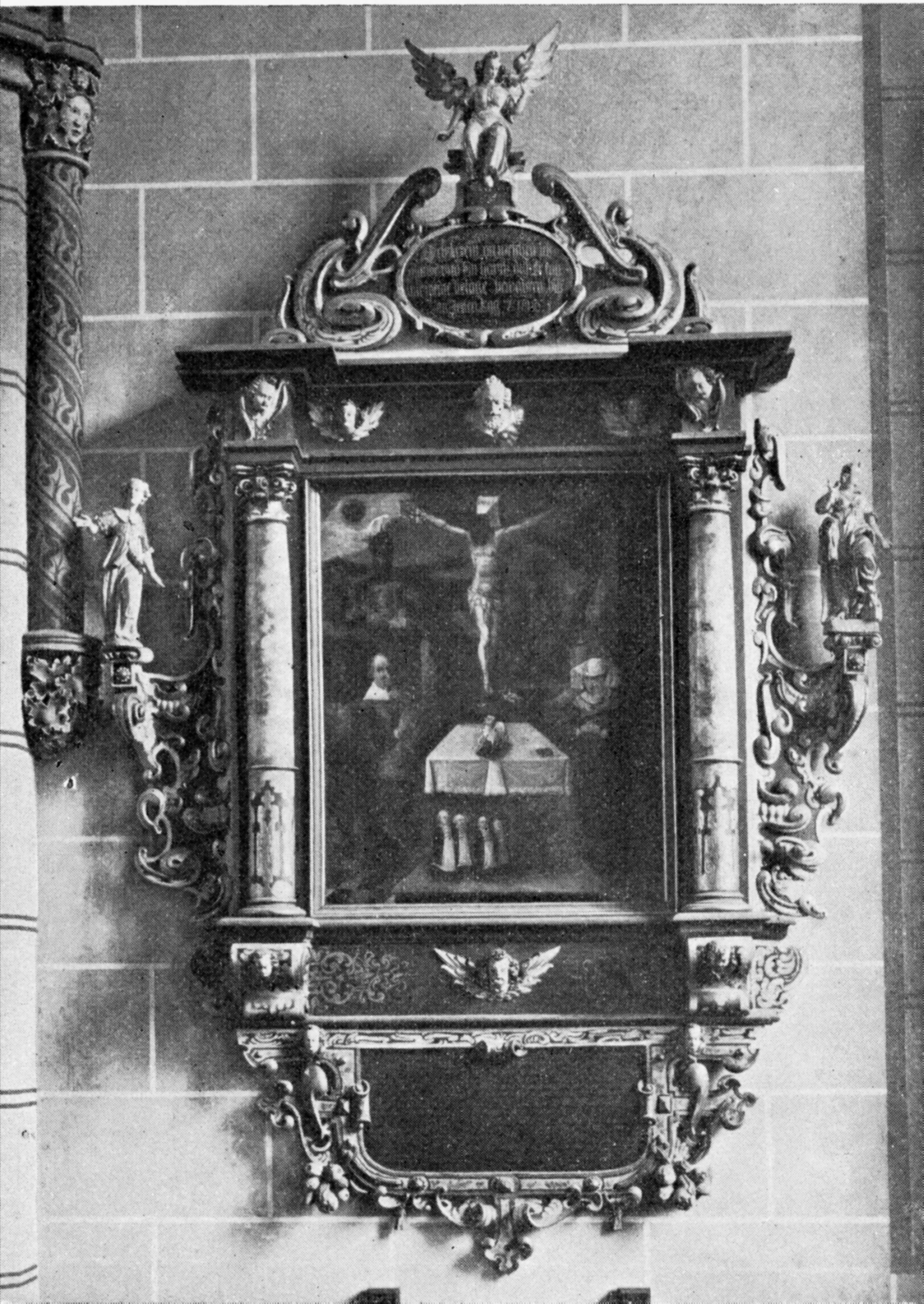
Epitaph der Eheleute Fillier von 1650, von 1945 bis 2021 verschollen.

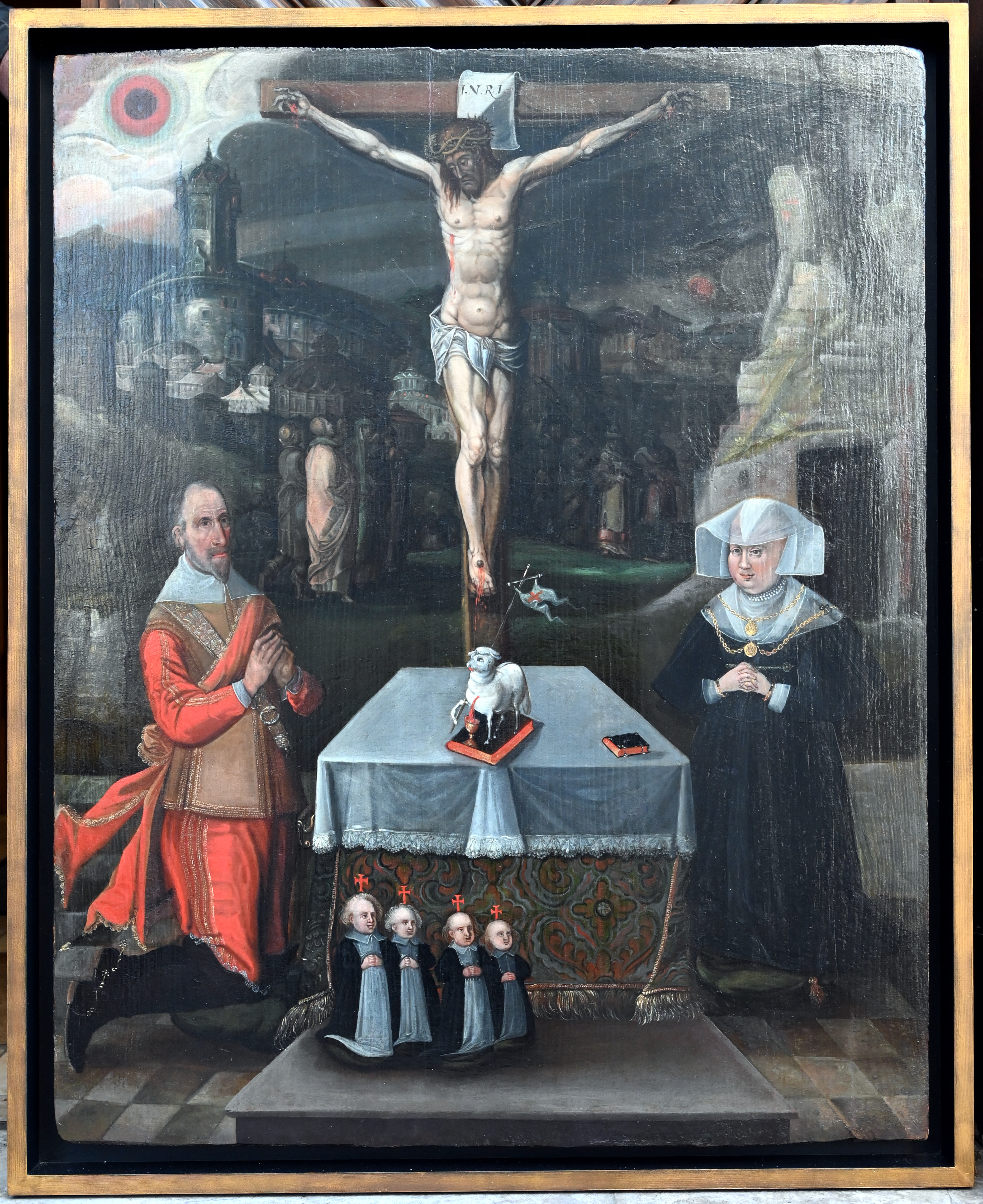
Restauriertes Epitaphbild, Dezember 2022

Noch zu seinen und seiner Ehefrau Lebzeiten ließ Fillier ein hölzernes Epitaph für die Andreaskirche schaffen. Dieses war bis 1945, der Endphase des Zweiten Weltkrieges, an der Ostwand des südlichen Seitenschiffes zu sehen. Als ausführender Künstler wird Heinrich Ochsenkopf, ein Sohn des Henning Ochsenkopf aus Hildesheim, vermutet.
Das Werk war von einer Engelfigur gekrönt, die über einer querovalen und von Voluten begrenzten Kartusche saß. In der Kartusche stand folgender Text: „Ich weiß an welchen ich / glaube und bin gewiß daß Er kan / mir meine belage bewahren, bisz / An Jenen Tag . 2 . Timo . I“ Unterhalb dieses Bereiches befand sich ein großes, rechteckiges Ölgemälde, das den zentralen Teil des Epitaphs bildete. Zu beiden Seiten des Gemäldes war je eine Säule, neben denen wiederum die zwei Tugendfiguren Fortitudo und Prudentia positioniert waren. Das Gemälde zeigte ein zu je einer Seite eines Altars kniendes Ehepaar. Vom Betrachter aus links vor dem Altar knieten ebenfalls vier kleine Jungen, die früh verstorbenen Kinder des Paares. Über dem Altar war ein Kruzifix mit INRI. Am Fuß des Kreuzes und auf dem Altar war das Agnus Dei platziert.
Unterhalb des Ölgemäldes war eine von Ornamentwerk eingefasste querrechteckige, unten abgerundete Tafel mit der – ungewöhnlich für die Zeit – in Deutsch abgefassten Inschrift:

„Anno 1584 . Jst der Edle Veste und Manhaffte Thomas Fillier . von vornehmen vnd / Christlichen Eltern, als seinem vatter Peter Fillier und seiner mutter Catharina Delamella auff diese Welt gebohren in der / wolbekanten Stadt Lemburgk unter den Niederländischen Provincien hat in seiner Jugend anfangs dem Könige in / Spanien. hernach dem Römischen Keyser Rudolpho etliche Jahr im krige gedienth vnd nach dem Viel Länder / und Königreiche durchzogen Jst Anno 1614 anhero in Braunschweig kommen vnd bey dieser löbliche(n) / Stadt sich zuerst für einen gefreyten bestellen laszen, baldt dar auff er wegen seines wolverhaltens das / Fähnlein und hernach die Leutnandschafft erlanget, ferner zum Capitain uber zwey Compagnie(n) / vnd endlich zum Major bestellet worden, welches letztere Officium Er auch eine geraume / Zeit redlich verwaltet. Hat sich Anno 1617. vermählet mit der Ehr und vieltugendsahmen / Jungfer Margaretha Hoffmeisters, weilandt Herrn Wolff Hoffmeisters und Catharinen von / der leine eheleiblichen tochter, mit welcher Ehr durch Gottes Segen im heiligen Ehestand gezeuget / Vier Söhnlein, welche alle in Christo Selig entschlaffen, Hat Gott dem herrn zu Ehren diese / Kirche vermahlen, vnd solches Epitaphium alhier aufricht(en) lassen. Anno 1650 den / 7. Aprilis“

Das Epitaph galt seit dem April 1945 als verschollen. Es konnte nicht geklärt werden, ob es bei aktenkundig gewordenen Holzdiebstählen in der Kirche zerstört wurde oder ob nur das Porträt gestohlen und der dann bilderlose Rahmen bei der Renovierung der Kirche 1960–1965 mutwillig entsorgt wurde.
2021, 76 Jahre nach Kriegsende, meldete sich ein Sammler bei Pastor i. R. Wolfgang Jünke in Braunschweig. Der Antiquitäten-Liebhaber berichtete, dass Epitaphbild vor Jahren von einer dritten Person erworben zu haben. Das besagte Bild war zu diesem Zeitpunkt durch Farbabplatzungen und verdunkelten Firnis beschädigt. Mit Hilfe der St.-Andreas-Gemeinde und der Richard-Borek-Stiftung wurde das Bildnis der Eheleute Fillier erworben und fachgerecht restauriert. 2023 soll es wieder an seinem alten Platz in der Andreaskirche aufgehängt werden.

### Einrichtung einer Stiftung für Studenten
Testamentarisch verfügte Thomas Fillier die Einrichtung einer Stiftung, die noch um 1900 bestand. Sie gewährte Studierenden ein Stipendium von 45 Mark. Irrtümlicherweise wurde sie als „Villers’sche Stiftung“ bezeichnet. Darüber hinaus vermachte er den Armen der Andreasgemeinde einen Geldbetrag.

## Leichenpredigt
Der Braunschweiger Superintendent Andreas Heinrich Bucholtz hielt am 16. April 1665 die Leichenpredigt auf Fillier in der Andreaskirche. Exemplare des 48-seitigen Dokuments mit ihren zahlreichen biographischen Angaben befindet sich heute im Stadtarchiv Braunschweig und in der Herzog August Bibliothek in Wolfenbüttel. Fillier wurde in der Andreaskirche bestattet.

## Nachleben

Titelseite des 1874 erschienenen Romans Braunschweiger Tage von August Otto-Walster

Titelblatt der 1906 erschienenen Erzählung Der Fähnrich von Braunschweig von Otto Hohnstein

Der sozialistische Politiker und Schriftsteller August Otto-Walster verarbeitete das Leben Filliers, insbesondere die Ereignisse des Jahres 1615 in seinem 1874 erschienenen historischen Roman Braunschweiger Tage. 1902 erschien der Roman als Neuauflage unter dem geänderten Titel Ein Held des Geistes und des Schwertes. Historischer Roman aus den Zeiten des deutschen Hansabundes. Bei dem Werk handelt es sich um den ersten Roman mit sozialistischer Tendenz. Otto-Walster schildert scheinbar biografisch das Leben Filliers und stilisiert ihn zum Vorläufer proletarischer Klassenkämpfer des 19. Jahrhunderts.
Im Jahre 1906 erschien Der Fähnrich von Braunschweig. Historische Erzählung aus dem 17. Jahrhundert des Braunschweiger Historikers Otto Hohnstein. Dieser schildert darin fiktive Ereignisse um Thomas Fillier und dessen (späterer) Frau aus der Zeit um die Belagerung Braunschweigs im Jahre 1615. Seiner Erzählung voran stellte Hohnstein ein Foto des Epitaphs der Eheleute Fillier aus der Andreaskirche.
Zu Ehren Thomas Filliers wurde die „Villierstraße“ (sic!) in Braunschweig nach ihm benannt.